# سوسن پرویی
سوسن پِرویی یا آلسترومریا یا آلستومریا (نام علمی: Alstroemeria) که سوسن اینکا نیز خوانده می‌شود، سرده‌ای متشکل از ۱۲۰ گونه از گیاهان گلدار بومی آمریکای جنوبی است. تقریباً همه گونه‌ها به یکی از دو مرکز مختلف اصلی تنوع در آمریکای جنوبی، یکی در مرکز شیلی و دیگری در شرق برزیل، محدود شده‌اند. گونه‌های سوسن پرویی بومی شیلی در زمستان می‌رویند در حالی که هم‌نوعان برزیلیشان تابستان‌رو هستند.

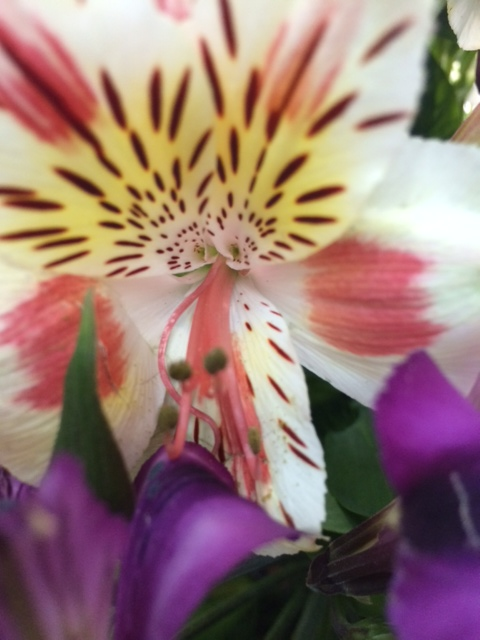
سوسن پرویی
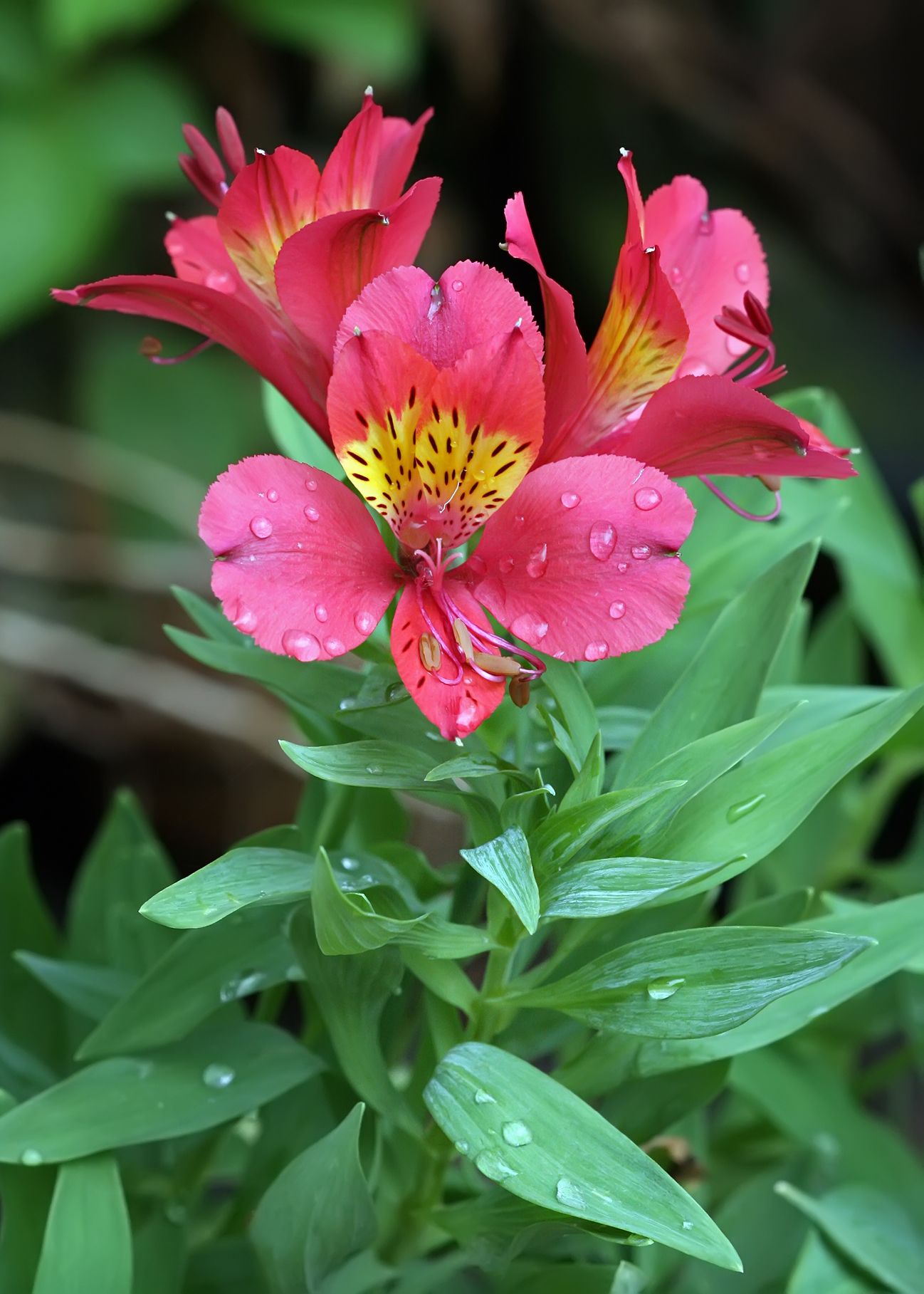
Alstroemeria x hybrida
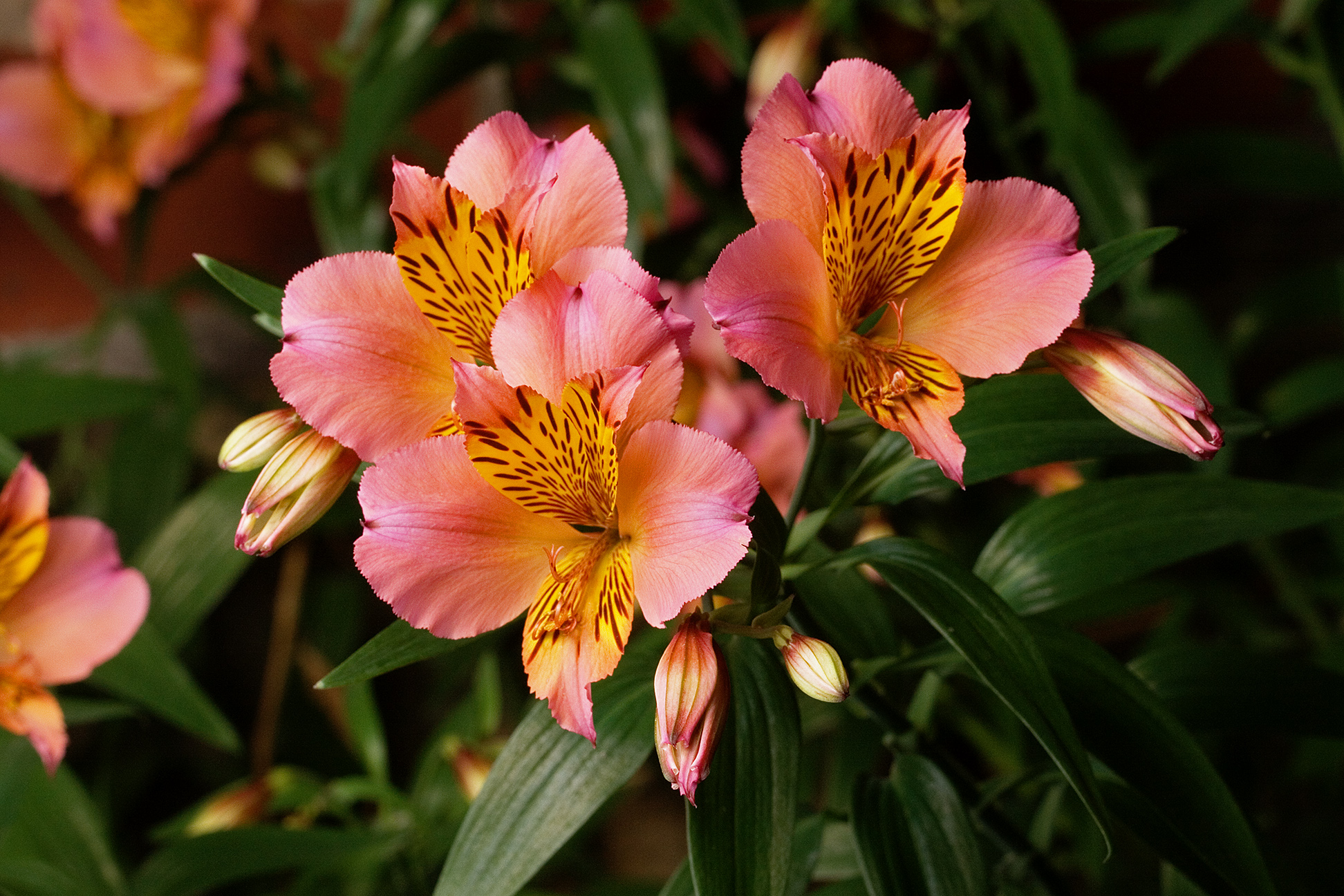
Alstroemeria aurea
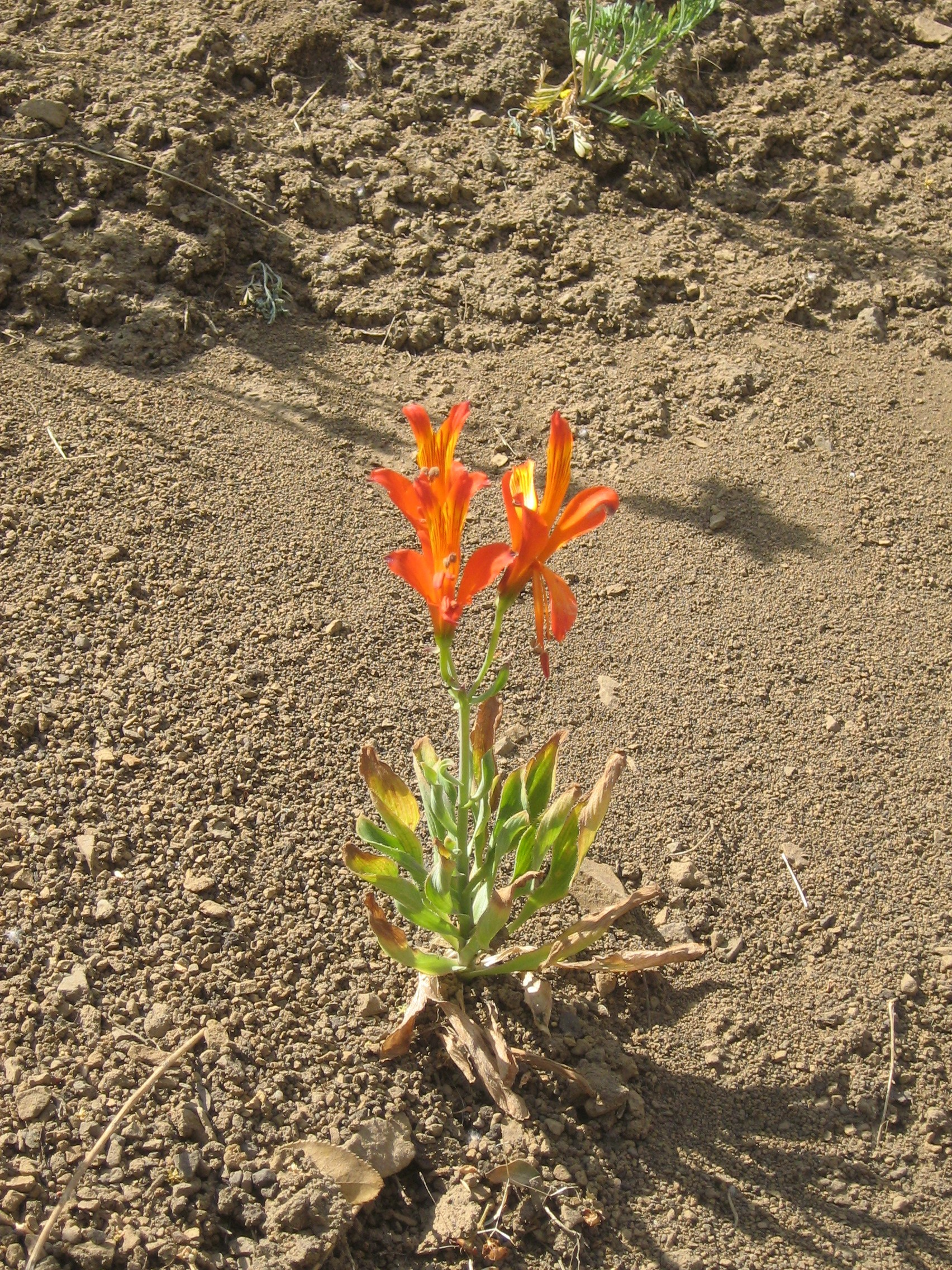
Alstroemeria ligtu
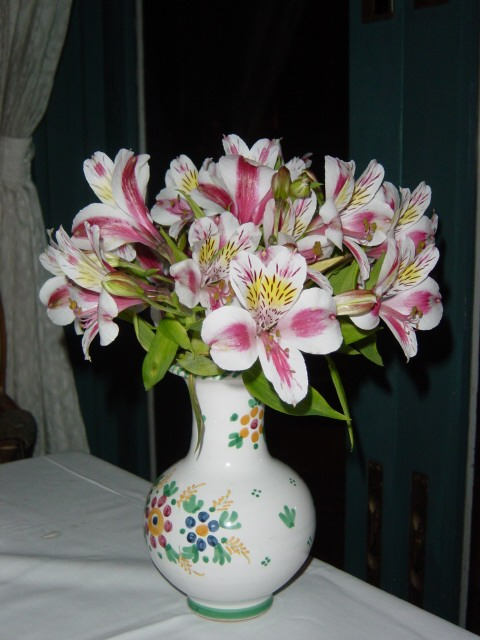